# Carl Zimmer (vulgarisateur)
Pour les articles homonymes, voir Carl Zimmer.
Carl Zimmer (né en 1966) est un écrivain et vulgarisateur scientifique américain. Spécialisé dans les sujets touchant l'évolution et le parasitisme, il a collaboré avec plusieurs périodiques tels The New York Times, Discover et National Geographic. En plus de ses écrits, Zimmer donne des conférences et fait des apparitions à la radio et à la télévision dans des émissions telles Radiolab, Fresh Air et This American Life.
Une espèce de Cestoda a été nommée en son honneur.

## Biographie
Zimmer un B.A. en langue anglaise de l'université Yale en 1987. En 1989, il commence à travailler pour le magazine Discover. Il y devient éventuellement conseiller de rédaction.

## Prix et distinctions

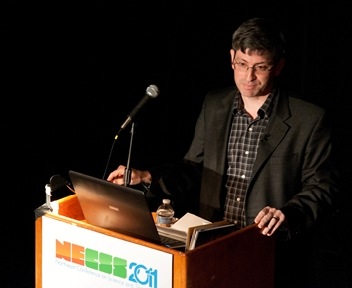
Discours de Zimmer à la conférence NECSS 2011.

- 2004, 2009 et 2012 : Prix de journalisme de l'Association américaine pour l'avancement des sciences[4],[5],
- 2007 : Prix de la communication des Académies nationales des sciences, d'ingénierie et de médecine[6],
- Prix d'excellence de l'Organisation panaméricaine de la santé,
- 1997 : Prix médias de l'American Institute of Biological Sciences (en)[7],

### Livres
- (en) Zimmer, Carl, At the water's edge : macroevolution and the transformation of life, New York, Free Press (en), 1998[8]
- (en) Parasite rex : inside the bizarre world of nature's most dangerous creatures, New York, Free Press, 2000, 306 p. (ISBN 978-0-684-85638-4 et 978-0-743-20011-0, OCLC 930608407, lire en ligne)[8]
- (en) Evolution: The Triumph of an Idea (2001)  (ISBN 0-06-019906-7)[8]
- (en) Soul Made Flesh (2004)  (ISBN 0-7432-3038-8)[8]
- (en) Smithsonian Intimate Guide to Human Origins (2005)  (ISBN 0-06-082961-3)[8]
- (en) The Descent of Man: The Concise Edition (2007)  (ISBN 0452288886)
- (en) Microcosm: E. coli and the New Science of Life (2008)  (ISBN 0-375-42430-X)[8]
- (en) The Tangled Bank: An Introduction to Evolution (2009)  (ISBN 0-9815194-7-4)[8]
- (en) Brain Cuttings (2010) (ASIN B0045U9UFM) (electronic book)
- (en)  Brain Cuttings: Further Explorations of the Mind (2011) (ASIN B006C9OV1W) (electronic book)
- (en) A Planet of Viruses (2011)  (ISBN 0-226-98335-8)[8]
- (en) Science Ink: Tattoos of the Science Obsessed  (2011)  (ISBN 978-1-4027-8360-9)[8]
- (en) Evolution: Making Sense of Life (2012), co-écrit avec Douglas Emlen (en).  (ISBN 1-936-22117-9)[8]

### Autres
- (en) Zimmer, Carl, « The mystery of the second skeleton », The Atlantic, vol. 311, no 5,‎ juin 2013, p. 72-82 (lire en ligne, consulté le 10 juillet 2015) (a case description of the disease Fibrodysplasie ossifiante progressive).